# حوزه‌های انتخابیه مجلس شورای اسلامی در استان کرمانشاه

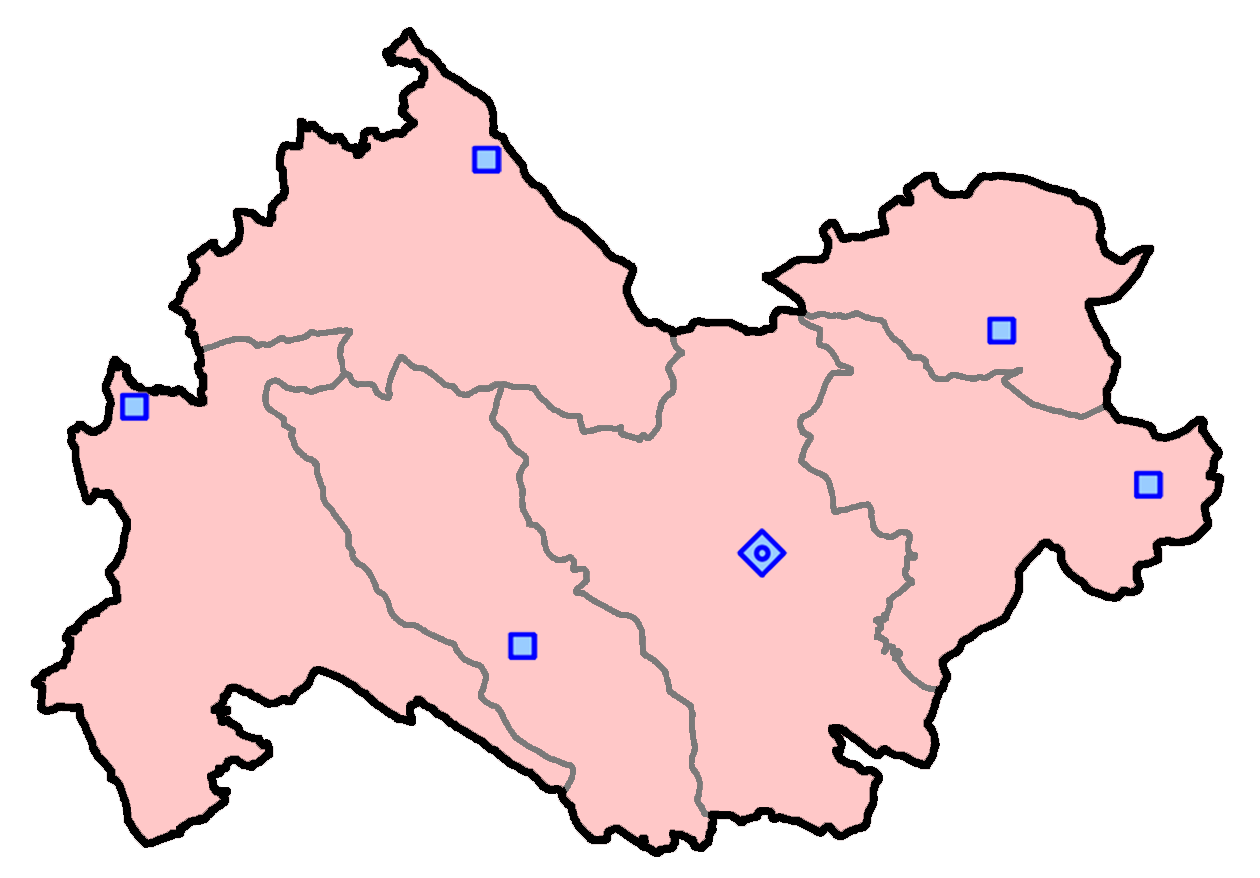
حوزه‌های انتخاباتی استان کرمانشاه

استان کرمانشاه، ۶ حوزه برای انتخابات مجلس دارد که در مجموع ۸ نماینده را دربر می‌گیرد؛ و عبارتند از:
| مرکز          | حوزه                                  | شهرستان‌ها     | بخش‌ها                                                            | کرسی | نقشه | جمعیت   |
| ------------- | ------------------------------------- | ------------- | ---------------------------------------------------------------- | ---- | ---- | ------- |
| کرمانشاه      | کرمانشاه                              | کرمانشاه      | شهر کرمانشاه، بخش مرکزی، بخش فیروزآباد، بخش ماهیدشت و بخش کوزران | ۳    |      | ۱۰۸۳۸۳۳ |
| اسلام‌آباد غرب | اسلام‌آباد غرب و دالاهو                | اسلام‌آباد غرب | شهر اسلام‌آباد غرب، بخش مرکزی و بخش حمیل                          | ۱    |      | ۱۷۶۸۶۳  |
| اسلام‌آباد غرب | اسلام‌آباد غرب و دالاهو                | دالاهو        | شهر کرند غرب، بخش مرکزی و بخش گهواره                             | ۱    |      | ۱۷۶۸۶۳  |
| پاوه          | پاوه، جوانرود، ثلاث باباجانی و روانسر | پاوه          | شهر پاوه، بخش مرکزی، بخش باینگان و بخش نوسود                     | ۱    |      | ۲۱۸۴۷۶  |
| پاوه          | پاوه، جوانرود، ثلاث باباجانی و روانسر | جوانرود       | شهر جوانرود، بخش مرکزی و بخش کلاشی                               | ۱    |      | ۲۱۸۴۷۶  |
| پاوه          | پاوه، جوانرود، ثلاث باباجانی و روانسر | ثلاث باباجانی | شهر تازه آباد، بخش مرکزی و بخش ازگله                             | ۱    |      | ۲۱۸۴۷۶  |
| پاوه          | پاوه، جوانرود، ثلاث باباجانی و روانسر | روانسر        | شهر روانسر، بخش مرکزی و بخش شاهو                                 | ۱    |      | ۲۱۸۴۷۶  |
| سنقر          | سنقر                                  | سنقر          | شهر سنقر، بخش مرکزی، بخش کلیائی                                  | ۱    |      | ۸۱۶۶۱   |
| قصرشیرین      | قصرشیرین، سرپل ذهاب و گیلانغرب        | قصرشیرین      | شهر قصرشیرین، بخش مرکزی و بخش سومار                              | ۱    |      | ۱۶۶۲۷۸  |
| قصرشیرین      | قصرشیرین، سرپل ذهاب و گیلانغرب        | سرپل ذهاب     | شهر رسرپل ذهاب، بخش مرکزی                                        | ۱    |      | ۱۶۶۲۷۸  |
| قصرشیرین      | قصرشیرین، سرپل ذهاب و گیلانغرب        | گیلانغرب      | شهر گیلانغرب، بخش مرکزی و بخش گواور                              | ۱    |      | ۱۶۶۲۷۸  |
| کنگاور        | کنگاور، صحنه و هرسین                  | کنگاور        | کنگاور، بخش مرکزی                                                | ۱    |      | ۲۲۵۳۲۳  |
| کنگاور        | کنگاور، صحنه و هرسین                  | صحنه          | شهر صحنه، بخش مرکزی و بخش دینور                                  | ۱    |      | ۲۲۵۳۲۳  |
| کنگاور        | کنگاور، صحنه و هرسین                  | هرسین         | شهر هرسین، بخش مرکزی و بخش بیستون                                | ۱    |      | ۲۲۵۳۲۳  |

## پی‌نوشت و منبع
- «جدول حوزه‌های انتخابیه در انتخابات دهمین دورهٔ مجلس شورای اسلامی» (PDF). مرکز پژوهش و سنجش افکار صدا و سیما. بایگانی‌شده از اصلی (PDF) در ۵ اكتبر ۲۰۱۸. دریافت‌شده در ۲۶ ژوئیه ۲۰۱۶. تاریخ وارد شده در |archive-date= را بررسی کنید (کمک)
- «طرح اصلاح قانون تعیین محدودهٔ حوزه‌های انتخاباتی مجلس شورای اسلامی». مرکز پژوهش‌های مجلس شورای اسلامی. ۱۲ تیر ۱۳۹۵. بایگانی‌شده از اصلی در ۲۲ ژوئیه ۲۰۱۵. دریافت‌شده در ۲۶ ژوئیه ۲۰۱۶.